# Gymnema chalmersii
Gymnema chalmersii är en oleanderväxtart som beskrevs av Rudolf Schlechter. Gymnema chalmersii ingår i släktet Gymnema och familjen oleanderväxter. Inga underarter finns listade i Catalogue of Life.